# Kevin McNally

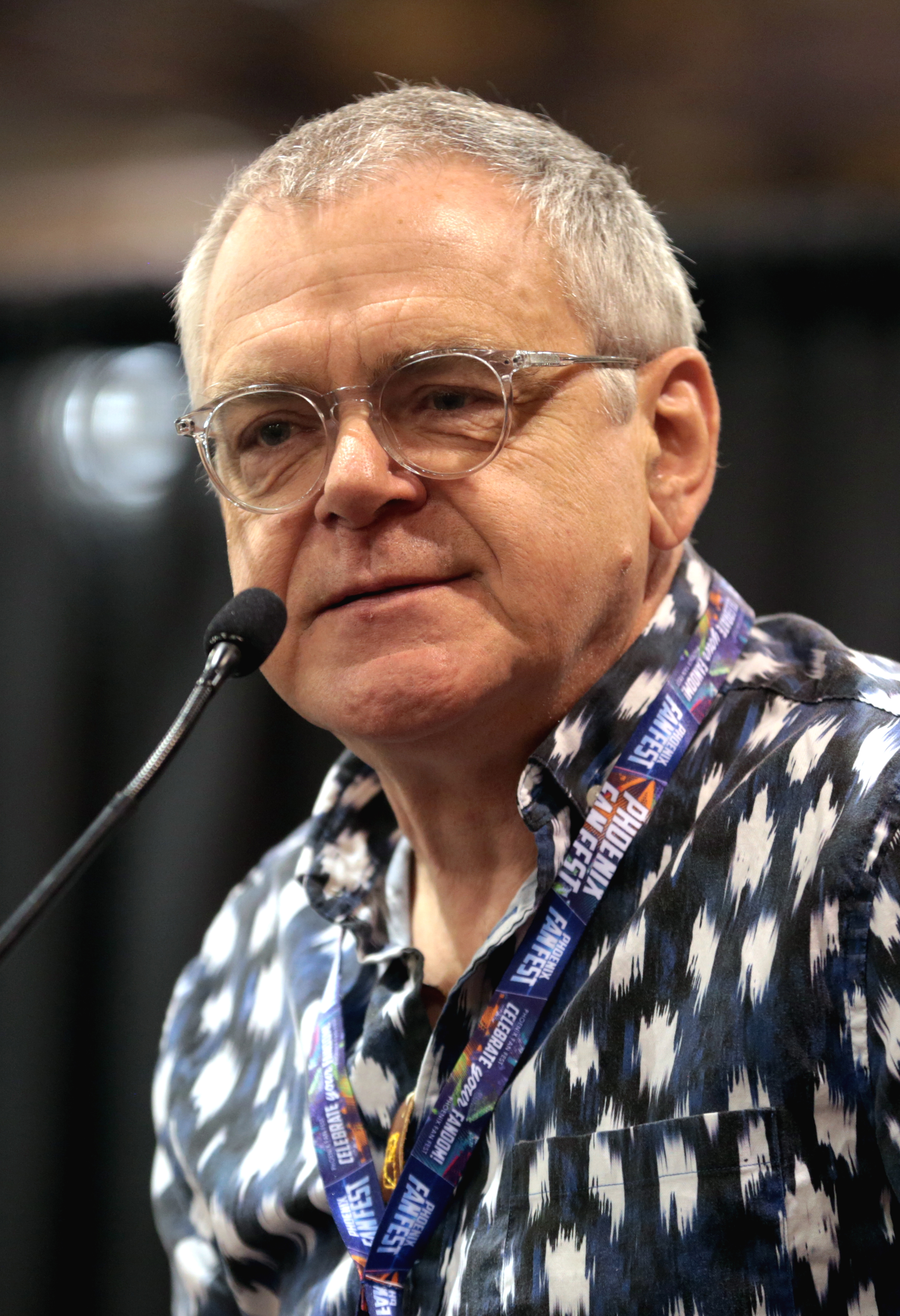
Kevin McNally (2017)

Kevin Robert McNally (* 27. April 1956 in Bristol, England) ist ein britischer Schauspieler. Seine bekannteste Rolle ist die des Joshamee Gibbs in der Filmreihe Pirates of the Caribbean.

## Leben
Kevin R. McNally wuchs in Birmingham auf und ging auf verschiedene Junior Schools so wie auf eine Central Grammar School für Jungen. Seinen ersten Auftrag bekam er mit 16 Jahren. 1975 erhielt er für seine Leistungen die „Best Actor Bancroft Gold Medal“. Seit 1976 war er an zahlreichen Fernsehproduktionen beteiligt, wobei er sich als ein sehr vielseitiger Schauspieler entpuppte.
Bekannt wurde er 2003 im Piraten-Film Fluch der Karibik, in dem er die Rolle des  Piraten Joshamee Gibbs spielt. Er spielte die Figur auch in den vier bisher erschienenen Fortsetzungen.
Daneben tritt McNally regelmäßig am Theater auf. Für seine Rolle als Lebedew in der Inszenierung von Tschechows Theaterstück Iwanow am Wyndham’s Theatre wurde er 2009 bei den Laurence Olivier Awards als Bester Nebendarsteller nominiert.
McNally ist mit der schottischen Schauspielerin Phyllis Logan verheiratet und hat mit ihr einen Sohn.

## Filmografie (Auswahl)
- 1976: Ich, Claudius, Kaiser und Gott (I, Claudius)
- 1977: James Bond 007 – Der Spion, der mich liebte (The Spy Who Loved Me)
- 1977: Poldark (Fernsehserie, 13 Episoden)
- 1980: Rififi am Karfreitag (The Long Good Friday)
- 1982: Enigma
- 1983: The Hard Word (Fernsehserie, 6 Episoden)
- 1985: Not Quite Paradise
- 1985: Leidenschaften (Interno Berlinese)
- 1987: Schrei nach Freiheit (Cry Freedom)
- 1989: Zeitsprung in die Tafelrunde (A Connecticut Yankee in King Arthur’s Court)
- 1991: Der Aufpasser (Minder, Fernsehserie, 1 Folge)
- 1992: Stalin
- 1994: All Things Bright and Beautiful
- 1995: Pullman Paradies
- 1996: Frontiers (Fernsehserie, 6 Episoden)
- 1997: Spiceworld – Der Film (Spice World)
- 1997–1999: Dad (Fernsehserie, 13 Episoden)
- 1998: Sie liebt ihn – sie liebt ihn nicht (Sliding Doors)
- 1998: Die Legende vom Ozeanpianisten (La leggenda del pianista sull’Oceano)
- 1999: Verlockende Falle (Entrapment)
- 1999: Inspector Barnaby (Midsomer Murders, Fernsehreihe, Episode Blood Will Out)
- 2000: Allein gegen das Verbrechen (When the Sky Falls)
- 2001: Die Wannseekonferenz (Conspiracy)
- 2001: Verbrechen verführt (Hight Heels and Low Lifes)
- 2002: Ernest Shackleton (Shackleton, Miniserie, 2 Episoden, als Frank Worsley)
- 2003: Johnny English – Der Spion, der es versiebte (Johnny English)
- 2003: Fluch der Karibik (Pirates of the Caribbean: The Curse of the Black Pearl)
- 2003: Crust
- 2004: De-Lovely – Die Cole Porter Story (De-Lovely)
- 2004: Dead Cool
- 2004: Das Phantom der Oper (The Phantom of the Opera)
- 2005: Dead Fish
- 2006: Irish Jam
- 2006: Pirates of the Caribbean – Fluch der Karibik 2 (Pirates of the Caribbean 2: Dead Man’s Chest)
- 2006: Scoop – Der Knüller (Scoop)
- 2006: Life on Mars – Gefangen in den 70ern (Life on Mars, Fernsehserie, 2 Episoden)
- 2007: Pirates of the Caribbean – Am Ende der Welt (Pirates of the Caribbean 3: At World’s End)
- 2007: Der Mord an Prinzessin Diana (The Murder of Princess Diana, Fernsehfilm)
- 2008: Operation Walküre – Das Stauffenberg-Attentat (Valkyrie)
- 2009: Emily Brontë’s Sturmhöhe (Wuthering Heights, Fernsehfilm)
- 2009: Law & Order: UK (Fernsehserie, eine Episode)
- 2010: Agatha Christie’s Marple (Fernsehserie, 1 Folge)
- 2010: Inspector Barnaby (Midsomer Murders, Fernsehreihe, Episode The Noble Art)
- 2010: New Tricks – Die Krimispezialisten (New Tricks, Fernsehserie, 1 Folge)
- 2011: Pirates of the Caribbean – Fremde Gezeiten (Pirates of the Caribbean 4: On Stranger Tides)
- 2011–2012: Supernatural (Fernsehserie, 4 Episoden)
- 2011: CSI: Den Tätern auf der Spur (Fernsehserie, eine Episode)
- 2012: Agent Hamilton – Im Interesse der Nation (Hamilton – I nationens intresse)
- 2012: The Raven – Prophet des Teufels (The Raven)
- 2012: Downton Abbey (Fernsehserie, 3 Episoden)
- 2012: Burn Notice (Fernsehserie, eine Episode)
- 2013: The Challenger (Fernsehfilm)
- 2013: Bounty Killer
- 2013: The Mill (Fernsehserie, 4 Episoden)
- 2014: 24: Live Another Day (Fernsehserie, eine Episode)
- 2014–2017: Turn: Washington’s Spies (Fernsehserie, 34 Episoden)
- 2015: Die Poesie des Unendlichen (The Man Who Knew Infinity)
- 2015: Legend
- 2016–2017: Designated Survivor (Fernsehserie, 6 Episoden)
- 2017: Kommissar Maigret: Die Nacht an der Kreuzung (Maigret’s Night at the Crossroads)
- 2017: Pirates of the Caribbean: Salazars Rache (Pirates of the Caribbean: Dead Men Tell No Tales)
- 2018: Das Boot (Fernsehserie, Episode 1x04)
- 2018: The Outpost (Fernsehserie, 6 Episoden)
- 2018: The Good Fight (Fernsehserie, Episode 2x06)
- 2019: Robert the Bruce – König von Schottland (Robert the Bruce)
- 2020: The Crown (Fernsehserie, 5 Folgen)
- 2021: Doctor Who (Fernsehserie, 3 Folgen)
- 2023: Stonehouse (Fernsehserie, 3 Folgen)
- 2024: Apartment 7A
- 2025: Miss Austen (Miniserie)